# Mattia Cola
Mattia Cola (* 3. Mai 1984 in Sondalo) ist ein ehemaliger italienischer Biathlet.
Mattia Cola ist Zöllner und startet für G.S. Fiamme Gialle. Der von Inderst Montello trainierte Sportler lebt in Valfurva. Zwischen 2003 und 2005 nahm er an vier Juniorenweltmeisterschaften teil. Bestes Einzelergebnis war 2003 ein zwölfter Platz im Sprint in Kościelisko. Ein Jahr zuvor belegte er mit der Staffel, zu der auch Markus Windisch gehörte, in Ridnaun den siebten Platz. Bei der Junioren-Europameisterschaft 2003 in Forni Avoltri war ebenfalls ein zwölfter Rang im Sprint Colas bestes Ergebnis. Drei Jahre später nahm Cola erstmals an einer Senioren-EM teil und erreichte als bestes Ergebnis einen 28. Platz im Sprint von Langdorf.
Seit 2005 trat Cola im Junioren-Europacup an, ohne zunächst nennenswerte Erfolge zu erreichen. Nachdem er 2005 mehrfach Platzierungen unter den Besten zehn geschafft hatte, durfte er in Hochfilzen erstmals im Einzel und im Sprint des Biathlon-Weltcups antreten, erreichte aber nur Platzierungen im dreistelligen Bereich. Bis zum Weltcup in der folgenden Saison startete Cola nun im Senioren-Europacup, erreichte in der Verfolgung von Martell als bestes Ergebnis einen dritten Platz. Seit der Saison 2007/08 startet Cola regelmäßig im Weltcup. Bislang ist sein bestes Ergebnis in Einzelrennen der 35. Platz im Auftaktrennen (Einzel) der Saison in Kontiolahti. Mit der italienischen Staffel um Christian De Lorenzi, Windisch und Christian Martinelli erreichte er bei der folgenden Weltcupstation in Hochfilzen mit der Staffel erstmals eine Top-Ten-Platzierung. Bei der folgenden Weltcupstation in Pokljuka gewann er als 28. im Sprint erste Weltcuppunkte in Einzelrennen.
Mattia Cola nahm an den Olympischen Winterspielen 2010 teil. Sein bestes Resultat war der 55. Platz in der Verfolgung. Mit der Staffel wurde er 12.

## Biathlon-Weltcup-Platzierungen
Die Tabelle zeigt alle Platzierungen (je nach Austragungsjahr einschließlich Olympische Spiele und Weltmeisterschaften).
- 1.–3. Platz: Anzahl der Podiumsplatzierungen
- Top 10: Anzahl der Platzierungen unter den ersten zehn (einschließlich Podium)
- Punkteränge: Anzahl der Platzierungen innerhalb der Punkteränge (einschließlich Podium und Top 10)
- Starts: Anzahl gelaufener Rennen in der jeweiligen Disziplin

| Platzierung                      | Einzel | Sprint | Verfolgung | Massenstart | Staffel | Gesamt |
| -------------------------------- | ------ | ------ | ---------- | ----------- | ------- | ------ |
| 1. Platz                         |        |        |            |             |         |        |
| 2. Platz                         |        |        |            |             |         |        |
| 3. Platz                         |        |        |            |             |         |        |
| Top 10                           |        |        |            |             | 6       | 6      |
| Punkteränge                      |        | 5      | 2          |             | 9       | 16     |
| Starts                           | 9      | 17     | 5          |             | 9       | 40     |
| Stand: nach der Saison 2010/2011 |        |        |            |             |         |        |